# Norops opalinus
Norops opalinus este o specie de șopârle din genul Norops, familia Polychrotidae, descrisă de Gosse 1850. Conform Catalogue of Life specia Norops opalinus nu are subspecii cunoscute.